# Świstówka Huncowska

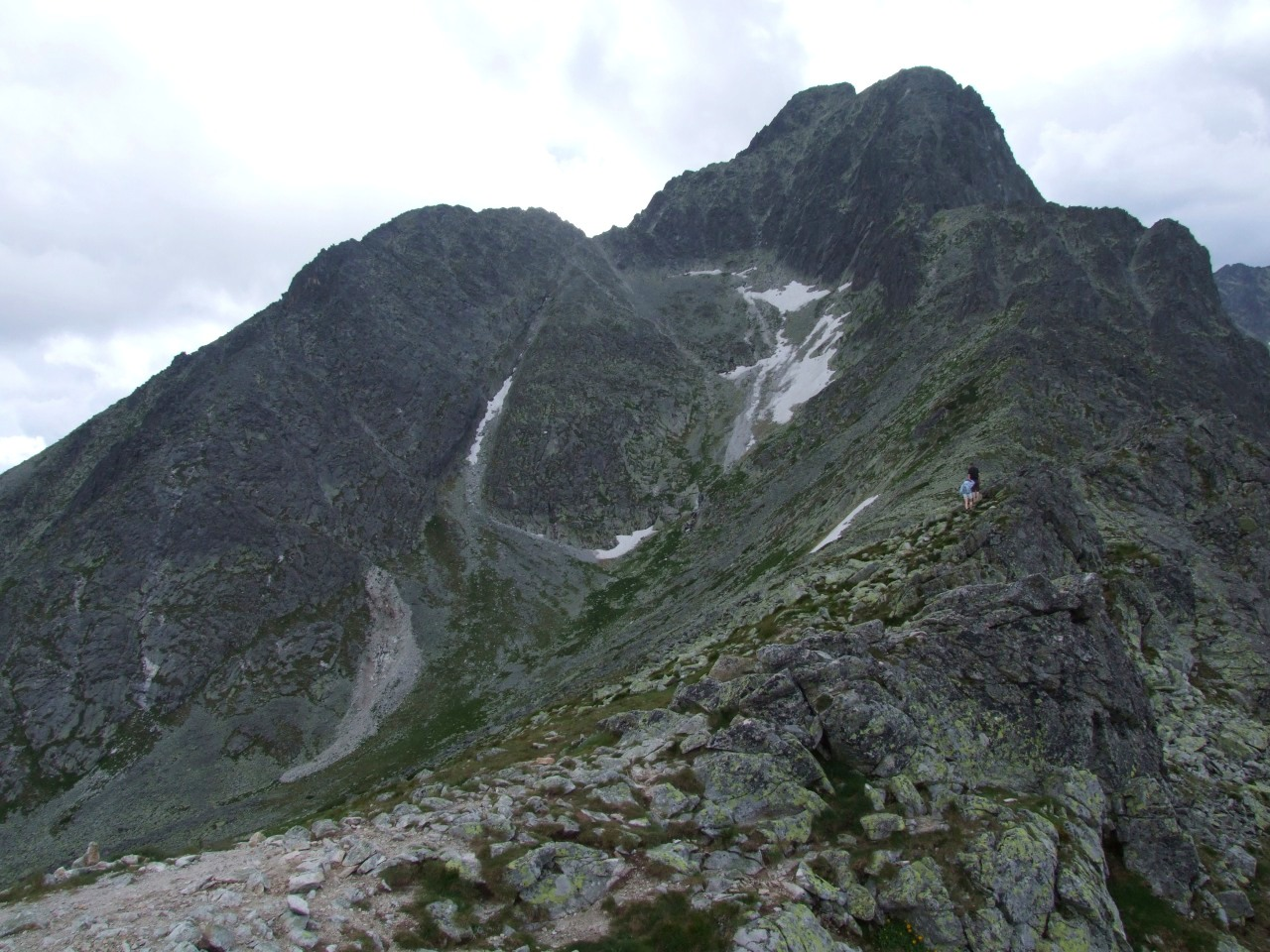
Świstówka Huncowska i otaczające ją szczyty: Huncowski, Łomnica i Kieżmarski. Widok z Rakuskiego Przechodu

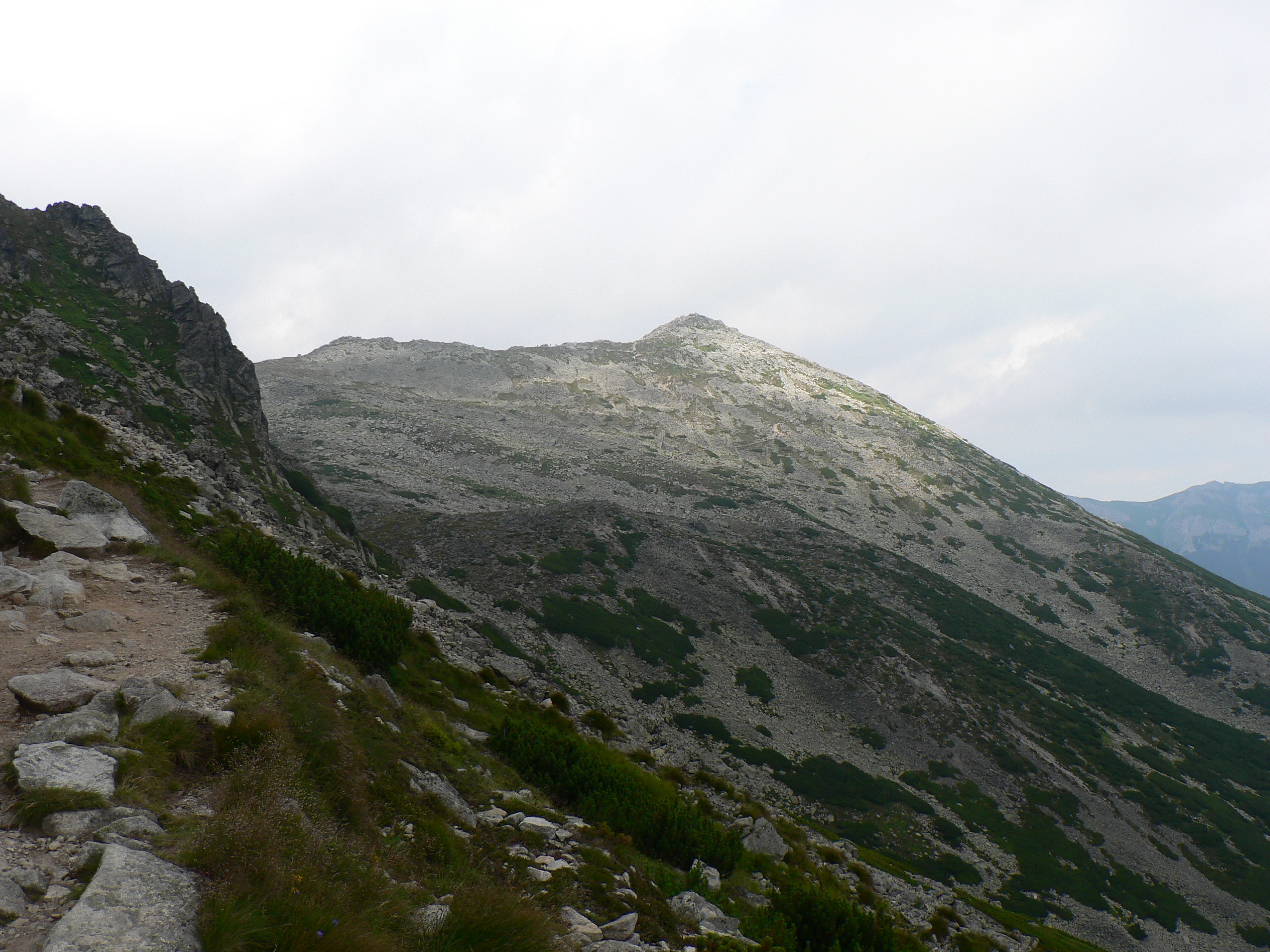
Świstówka Huncowska poniżej Rakuskiej Czuby

Świstówka Huncowska, Kotlina Huncowska (słow. Huncovská kotlinka, niem. Hunsdorfer Grube, węg. Hunfalvi-gödör) – górne piętro niewielkiej, samodzielnej Doliny Huncowskiej, Położona jest na terenie Tatr Wysokich na Słowacji, na wysokości ok. 1900–2000 m n.p.m.
Kotlina Huncowska wciśnięta jest pomiędzy szczyty: Huncowski, Kieżmarski, Mały Kieżmarski, Kieżmarską Kopę (Kežmarská kopa, 2233 m n.p.m.), Złotą Czubę (Zlatý hrb, 2111 m) i podchodzi pod Rakuską Przełęcz (Nižné sedlo pod Svišťovkou). Od położonych niżej partii doliny oddzielona jest przez poprzecznie ułożony pas skałek zwanych Huncowskimi Spadami, poniżej których przebiega Magistrala Tatrzańska. Niżej Dolina Huncowska łagodnie opada w kierunku Matlar (Tatranské Matliare).
Nazwa Świstówki Huncowskiej pochodzi od świstaków, dla których była niegdyś ostoją. Kiedyś znajdowało się tu też dużo kozic – w XVII wieku w dolinie były popularne polowania na nie.
W zimie przez dolinę przeszli jako pierwsi Zofia Wysocka i Maciej Zajączkowski 8 kwietnia 1936 r. U jej wylotu wcześniej byli Günter Oskar Dyhrenfurth i Alfred Martin 8 marca 1906 r.

## Szlaki turystyczne
– znakowana czerwono Magistrala Tatrzańska, przebiegająca znad Łomnickiego Stawu w poprzek wylotu Świstówki Huncowskiej na Rakuski Przechód, a stamtąd w dół do Doliny Zielonej Kieżmarskiej. Czas przejścia znad stawu na Rakuski Przechód: 1:20 h w obie strony